# Делени (Долж)
Делени (рум. Deleni) насеље је у Румунији у округу Долж у општини Шимнику де Сус. Oпштина се налази на надморској висини од 152 m.

## Становништво
Према подацима из 2002. године у насељу је живело 141 становника, од којих су сви румунске националности.